# Allgemeines Künstlerlexikon
Pour les articles homonymes, voir Allgemeines Künstlerlexikon (homonymie), AKL et IKD.
La Allgemeine Künstlerlexikon (AKL) - connue aussi sous le nom de Dictionnaire universel des artistes - est une encyclopédie allemande biographique, généraliste et universelle, dont le but est de recenser tous les artistes ayant existé. C'est un outil de référence lié aux domaines de l'art sous toutes ses formes et de toutes les époques.
Depuis 2014, une version en ligne est disponible : Allgemeines Künstlerlexikon: Internationale Künstlerdatenbank ou AKL-IKD.

## Histoire du projet
Son sous-titre est Die Bildenden Künstler aller Zeiten und Völker, c'est-à-dire en français : « Les artistes visuels de tous les temps et de tous les pays ».
Cette vaste entreprise éditoriale débute en 1969 sous l'égide de l'éditeur E. A. Seemann à Leipzig (situé à l'époque en Allemagne de l'Est) et dirigée par le critique d'art Günter Meißner. Éditée par K. G. Saur Verlag jusqu'en 1992, celles-ci sont ensuite rachetées en 2006 par les éditions Walter de Gruyter qui reprennent donc la direction du projet, Saur Verlag devenant une marque du groupe, tandis que Meissner, coéditeur, reste présent dans le comité scientifique, et ce, jusqu'à sa mort en 2015.
Avant la réunification allemande, trois volumes étaient parus : le premier en 1983, le deuxième en 1986, et le troisième en 1990.

Une édition électronique sous forme de CD-ROM est disponible depuis 2009, avec une interface disponible également en anglais, mais le fait que la mise à jour permanente des données entraîne l'obligation, par exemple pour les bibliothèques, de commander une nouvelle édition a provoqué de nombreuses critiques de la part des clients.

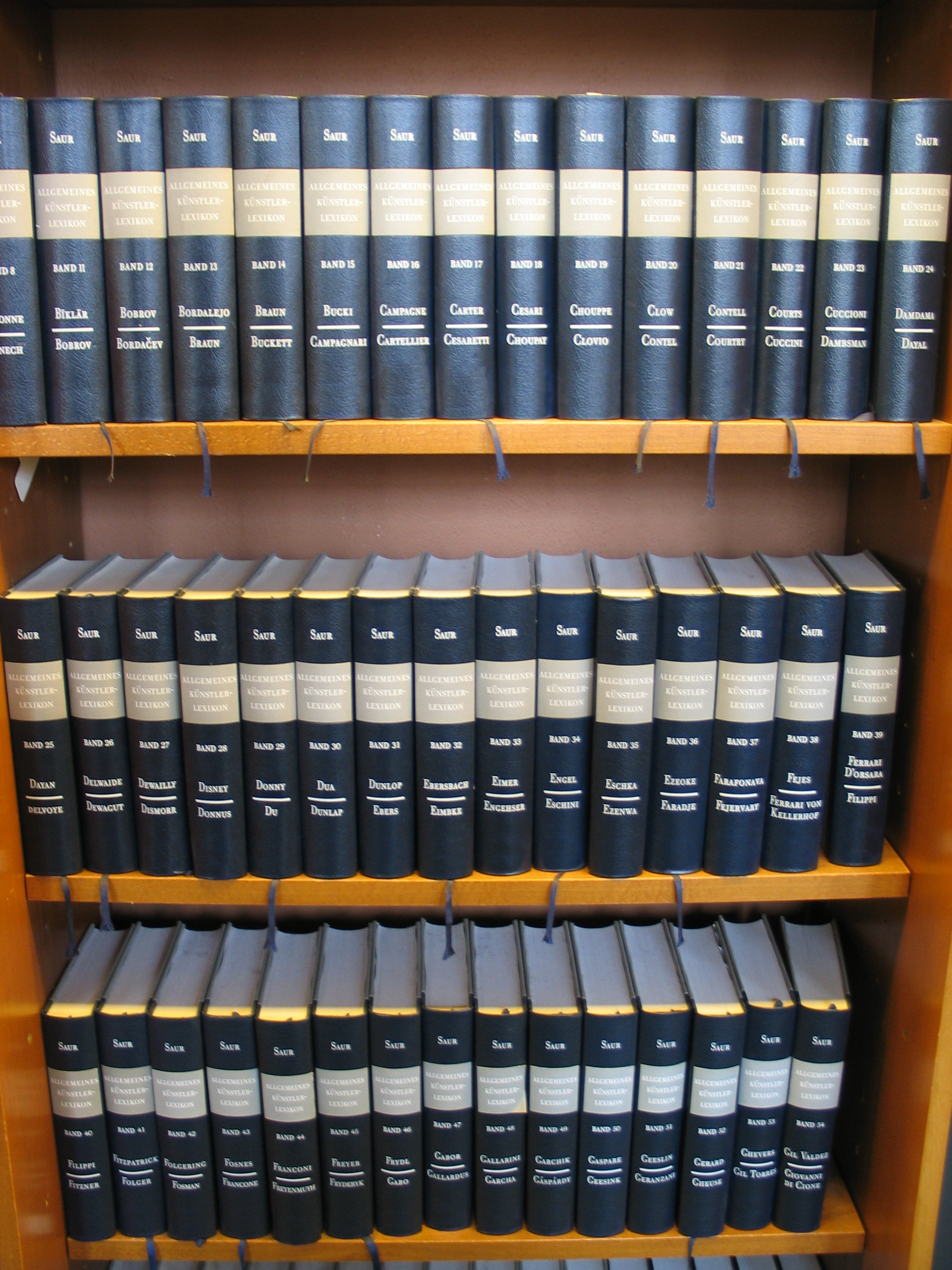
Une partie des volumes de lAllgemeines Künstlerlexikon.

L'AKL a largement repris les données biographiques publiées par le Thieme-Becker (ThB, 37 volumes, 1911-1950), qui se trouve ainsi complété, mis à jour et étendu.
En janvier 2011, De Gruyter a fermé les bureaux éditoriaux de Leipzig et envisage par la suite un rapprochement avec le Zentralinstitut für Kunstgeschichte (Institut central de l'histoire de l'art) situé à Munich.
Depuis 2014, une version en ligne est disponible : Allgemeines Künstlerlexikon: Internationale Künstlerdatenbank — ou AKL-IKD —, qui contient plus de 500 000 biographies (relatives à plus d'un million d'artistes) ; le site est régulièrement mis à jour et environ 3 500 nouvelles notices sont ajoutées par an.
La base n'est plus alimentée depuis 2022. Son travail est maintenant continué au sein de la base de données Artists of the World,.

## Liste des volumes

### Avant la réunification allemande
- volume 1 - 1983
- volume 2 - 1986
- volume 3 - 1990

### Saur Allgemeines Künstlerlexikon. Bio-bibliographischer Index A – Z
Saur Allgemeines Künstlerlexikon. Bio-bibliographischer Index A – Z. 10 volumes. K. G. Saur, München / Leipzig 1999–2000,  (ISBN 3-598-23910-6 et 978-3-598-23910-6)
| - Volume 1 : A – Bielitz (1999) - Volume 2 : Bielke – Danvin (1999) - Volume 3 : Dany – Gachot (1999) - Volume 4 : Gaci – Hodson (2000) - Volume 5 : Hodunov – Laborier (2000) | - Volume 6 : Laborim – Michallet (2000) - Volume 7 : Michallon – Pikaar (2000) - Volume 8 : Pikalov – Schintzel (2000) - Volume 9 : Schinz – Torricelli (2000) - Volume 10 : Torrico – Z (2000) |